# Бабаков, Алексей Иванович
Алексей Иванович Бабаков (1924, с. Макеевка, Атбасарский уезд, Акмолинская губерния, Киргизская АССР, РСФСР, СССР — 1988, Караганда, Казахская ССР, СССР) — шахтёр, передовик производства, машинист комбайна шахты № 1 треста «Сталинуголь» комбината «Карагандауголь» Министерства угольной промышленности СССР, Карагандинская область, Карагандинская область, Казахская ССР. Герой Социалистического Труда (1957).

## Биография
Родился в 1924 году в крестьянской семье в селе Макеевка Атбасарского уезда Акмолинской губернии. В 30-е годы его родители переехали в Караганду на строительство местных угольных шахт.
Окончив семилетнюю школу, поступил в ремесленное училище, где получил специальность электрослесаря. Работал на шахте № 1 «Наклонная».
С 1942 года участвовал в Великой Отечественной войне. После демобилизации возвратился в Караганду, где стал работать на шахте № 1 «Вертикальная». В 1951 году окончил курсы машинистов, после чего продолжил работать на шахте № 1 «Вертикальная».
В 1957 году удостоен звания Героя Социалистического Труда за выдающиеся достижения в угольной промышленности.
В 1978 году вышел на пенсию.
Проживал в городе Караганде. Умер в 1988 году.

## Награды
- Герой Социалистического Труда — указом Президиума Верховного Совета СССР 26 апреля 1957 года
- Орден Ленина
- Орден Отечественной войны II степени
- Медаль «За трудовое отличие»